# Xã Richland, Quận Benton, Indiana
Xã Richland (tiếng Anh: Richland Township) là một xã thuộc quận Benton, tiểu bang Indiana, Hoa Kỳ. Năm 2010, dân số của xã này là 542 người.